# Lance Alworth
Lance Dwight Alworth (* 3. August 1940 in Houston, Texas), Spitzname: "Bambi", ist ein ehemaliger US-amerikanischer American-Football-Spieler. Er spielte als Wide Receiver in der American Football League (AFL) bei den San Diego Chargers und in der National Football League (NFL) bei den San Diego Chargers und den Dallas Cowboys.

## Jugend
Lance Alworth wurde in Houston als Sohn von Parrish und Richard Alworth geboren. Sein Vater arbeitete in der Erdölindustrie in der Firma des US-amerikanischen Politikers Ross S. Sterling und seine Mutter war Lehrerin. Alworth zog als Kind mit seiner Familie nach Hog Chain, Mississippi. Er besuchte in Brookhaven die High School. Neben American Football spielte er dort Baseball und Basketball, war aber auch als Leichtathlet aktiv. Für seine sportlichen Leistungen wurde er von seiner High School mehrfach ausgezeichnet. Unmittelbar nach seinem Schulabschluss erhielt er von den New York Yankees und den Pittsburgh Pirates, zwei Mannschaften aus der Major League Baseball (MLB), Vertragsangebote. Auf Intervention seines Vaters, der ein Studium für sinnvoll hielt, lehnte Alworth die Angebote ab. Bereits als 17 Jahre alter Schüler heiratete er, was ihm zunächst das Studium an einem College erschwerte.

## Spielerlaufbahn

### Collegekarriere
Alworth wollte ursprünglich ein Studium an der University of Mississippi aufnehmen, wurde aber von diesem College abgelehnt, da er bereits verheiratet war. Er schloss sich daher im Jahr 1959 der University of Arkansas an. Für die "Arkansas Razorbacks" der Footballmannschaft seines Colleges lief er als Runningback auf, kam aber auch in der Defense der Mannschaft zum Einsatz. In seiner neuen Mannschaft spielte auch der spätere Trainer der Dallas Cowboys Barry Switzer. Auch auf dem College war Alworth als Leichtathlet und Baseballspieler aktiv. In den Jahren 1959 bis 1961 gewann er mit seiner Mannschaft jeweils die Meisterschaft der Southeastern Conference. 1960 spielte er mit seinem Team im Gator Bowl gegen die Mannschaft vom Georgia Institute of Technology und gewann mit 14:7. Im folgenden Jahr verlor Alworth im Cotton Bowl Classic gegen die Duke University mit 7:6. Nach der Saison bestritt er auf Hawaii das College-All-Star-Game und wurde zum All-American gewählt. Im folgenden Jahr 1962 verlor er mit seinem Team im Sugar Bowl gegen die University of Alabama mit 10:3. Sein Studium beendete Alworth mit einem Wirtschaftsabschluss.

### Profikarriere
Im Jahr 1962 wurde Lance Alworth von den San Francisco 49ers in der ersten Runde an zweiter Stelle gedraftet. Die Oakland Raiders aus der American Football League zogen ihn in der zweiten Runde an neunter Stelle der AFL Draft, hatten aber an seiner späteren Verpflichtung kein Interesse und gaben die Rechte an ihm im Austausch gegen drei andere Spieler an die San Diego Chargers ab. Der Assistenztrainer der Chargers Al Davis bot Alworth einen Vertrag mit einem Jahreseinkommen von 30.000 US-Dollar an und dieser entschloss sich das Angebot anzunehmen. Sid Gillman, Trainer der Chargers, setzte Alworth, der auf die Position eines Wide Receivers gewechselt hatte, in seinem Rookiejahr zunächst nur sporadisch ein, hinzu kam eine Knieverletzung, die Alworth sich im Training zugezogen hatte. Erst die nachfolgende Saison 1963 brachte den sportlichen Durchbruch von Alworth. Am 20. Oktober 1963 spielten die Chargers gegen den amtierenden AFL-Meister, die Kansas City Chiefs. Alworth wurde von seinem Quarterback Tobin Rote in dem Spiel immer wieder in Szene gesetzt. Er fing neun Pässe für einen Raumgewinn von 232 Yards und konnte zwei davon zu Touchdowns verwerten. Die Chiefs verließen mit einer 38:17-Niederlage den Platz und Alworth hatte deutlich auf sich aufmerksam gemacht. Nach Ende der Regular Season hatten die Chargers elf von 14 Spielen gewonnen, wobei die elf von Alworth gefangenen Touchdownpässe merklich beitrugen. Der Einzug in das AFL-Championship Game war die Konsequenz. Gegner im Endspiel waren die Boston Patriots, die bei ihrer 51:10-Niederlage nie eine Siegeschance gehabt hatten. Alworth steuerte einen Touchdown zum Sieg seiner Mannschaft bei.
1964 fing Alworth in der laufenden Saison 13 Touchdownpässe und stellte damit die AFL-Jahresbestleistung auf. Dies sollte ihm auch in den nächsten beiden Jahren gelingen. Im gleichen Jahr zog er mit den Chargers gegen die Buffalo Bills zum zweiten Mal in das AFL Endspiel ein. Aufgrund einer Verletzung konnte er in dem Spiel nicht eingesetzt werden und die Chargers verloren mit 20:7. Im Jahr 1965 zog Alworth zum dritten Mal in Folge mit den Chargers in das Meisterschaftsspiel ein. Diesmal konnte er auflaufen, war aber nicht in der Lage die 23:0-Niederlage gegen die Bills zu verhindern. Obwohl Lance Alworth in den nächsten Jahren immer wieder durch Rekordleistungen sein Können unter Beweis stellte, so erzielte er 1966 und 1968 die AFL Jahresbestleistungen für den erzielten Raumgewinn durch Passfang, sollte er mit den Chargers nicht mehr in das Endspiel einziehen können.
Das Jahr 1970 verlief für Lance Alworth nicht gut. Er hatte während der ganzen Saison mit Verletzungen zu kämpfen, hinzu kamen private Probleme (er hatte sich 1969 von seiner ersten Frau scheiden lassen). Die Schwierigkeiten forderten ihren Tribut und er fing während der Regular Season nur 35 Bälle. Die Chargers entschlossen sich Alworth im Austausch gegen drei Spieler an die Dallas Cowboys abzugeben.
Für Alworth schien das zunächst eine schlechte Entscheidung zu sein. Die Cowboys waren eher für ihre gute Defense, als für ihre Offense bekannt. Die Devise ihres Trainers Tom Landry hieß den Ball möglichst lange zu kontrollieren, was bedeutete, dass das Passspiel nicht immer im Vordergrund stand. Alworth wurde daher in Dallas ab der Spielzeit 1971 in erster Linie als Blocker eingesetzt und wurde nur selten von Quarterback Craig Morton oder seinem Nachfolger auf der Position des Starting-Quarterbacks Roger Staubach angespielt. Trotzdem sollte er mit den Cowboys seinen größten Triumph feiern. Nach einer Bilanz von elf Siegen in vierzehn Spielen zog das Team aus Texas in die Play-offs ein, wo man zunächst die Minnesota Vikings mit 20:12 besiegte. Im NFC Championship Game konnten sich die Cowboys mit 14:3 gegen die San Francisco 49ers behaupten, was den Einzug in den Super Bowl bedeutete. Gegner im Super Bowl VI waren die von Don Shula trainierten Miami Dolphins. Alworth konnte im zweiten Spielviertel einen Pass von Staubach zum vorentscheidenden 10:0 verwerten. Die Cowboys verließen danach mit einem 24:3-Sieg den Platz. Auch 1972 sollte Alworth nochmals landesweit auf sich aufmerksam machen. Die Cowboys hatten sich erneut für die Endrunde qualifiziert und trafen im Divisional-Play-off-Spiel auf die San Francisco 49ers. Die Texaner gerieten in dem Spiel früh in Rückstand und Alworth gelang es diesen mit einem Touchdown zum 21:13 für die Cowboys zu verkürzen. Letztendlich gingen die Cowboys mit einem 30:28-Sieg vom Platz, verloren aber im Meisterschaftsspiel gegen die Washington Redskins mit 26:3. Lance Alworth beendete nach der Saison 1972 seine Laufbahn.

## Abseits des Spielfelds
Alworth wurde 1969 von seiner ersten Frau geschieden. Er hat mit ihr zwei Kinder. 1970 heiratete er zum zweiten Mal. Mit seiner zweiten Frau hat er ein Kind. Zwei weitere Kinder starben frühzeitig.

## Herkunft des Spitznamens
Lance Alworth wurde von seinen Spielerkollegen "Bambi" gerufen. Der Spitzname hatte seinen Ursprung in einem Walt-Disney-Film und erfolgte in Anlehnung an die gleichnamige Comicfigur. Alworth hatte den Spitznamen seinen großen brauen Augen und seinem Laufstil, der an ein Reh erinnerte, zu verdanken.

## Nach der Laufbahn
Alworth gründete nach seiner Spielerlaufbahn eine Immobilienfirma, die sich auf Gewerbeimmobilien spezialisiert hatte. Das Unternehmen ging im Jahr 1976 in Konkurs. Mittlerweile betreibt er in Kalifornien eine Lagereifirma.

## Ehrungen
Lance Alworth spielte siebenmal im AFL All-Star Game, dem Abschlussspiel der besten Spieler einer Saison. Er wurde siebenmal zum All-AFL gewählt. Im Jahr 1963 war er AFL Player of the Year. Er ist Mitglied im NFL 75th Anniversary All-Time Team, im AFL All-Time Team, in der College Football Hall of Fame, in der San Diego Chargers Hall of Fame, in der San Diego Hall of Champions, in der Cotton Bowl Hall of Fame, in der University of Arkansas Hall of Fame und in der Arkansas Sports Hall of Fame, sowie in der Mississippi Sports Hall of Fame. Als erster Spieler der AFL wurde er (1978) in die Pro Football Hall of Fame aufgenommen. Seine Rückennummer 19 wird von den San Diego Chargers nicht mehr vergeben.